# Aeroportul Santa Maria Public
Aeroportul Santa Maria Public (IATA: SMX, ICAO: KSMX, FAA LID: SMX) este un aeroport din Comitatul Santa Barbara, California, Statele Unite ale Americii ce deservește zona Santa Maria⁠(d). Aeroportul a fost tranzitat în 2019 de 48.532 de pasageri. A fost numit după zona deservită.
Situat la o altitudine de 80 m, aeroportul dispune de 2 piste.

## Infrastructură

### Piste
Aeroportul dispune de 2 piste. Pista 02/20 are suprafața de asfalt și dimensiunile 5.189 picioare × 75 picioare. Pista 12/30 are suprafața de asfalt și dimensiunile 8.004 picioare × 150 picioare. 